# مجموعة خليلي للوثائق الآرامية
مجموعة خليلي للوثائق الآرامية هي مجموعة خاصة من الرسائل والوثائق من منطقة باختر في أفغانستان الحالية، قام بجمعها جامع التحف والمحسن البريطاني ناصر خليلي. وهي إحدى مجموعات الخليلي (ثماني مجموعات من القطع الأثرية التي جمعها الخليلي وحفظها ونشرها وعرضها).
الوثائق المكتوبة باللغة الآرامية الإمبراطورية، من المرجح أنها تعود إلى مدينة بلخ التاريخية، وجميعها يعود تاريخها إلى ما بين 353 و355 قبل الميلاد. قبل الميلاد إلى 324 قبل الميلاد، وخاصة في عهد أرتحشستا الثالث. وأحدث هذه الوثائق كُتبت في الفترة المبكرة من حكم الإسكندر الأكبر في المنطقة. تستخدم هذه الحروف في الآرامية الشكل اليوناني الأصلي للألكسندر (ألكسندروس) (يُكتب Lksndrs) بدلاً من المتغير الشرقي (الإسكندر) (يُكتب Lksndr). وتتضمن المجموعة أيضًا ثمانية عشر عصا تسجيلية تسجل عمليات نقل البضائع في عهد داريوس الثالث. وتعتبر رسائل المجموعة والسجلات الإدارية والوثائق العسكرية مهمة للدراسة اللغوية للغة الآرامية الرسمية والحياة اليومية في الإمبراطورية الأخمينية.

## خلفية

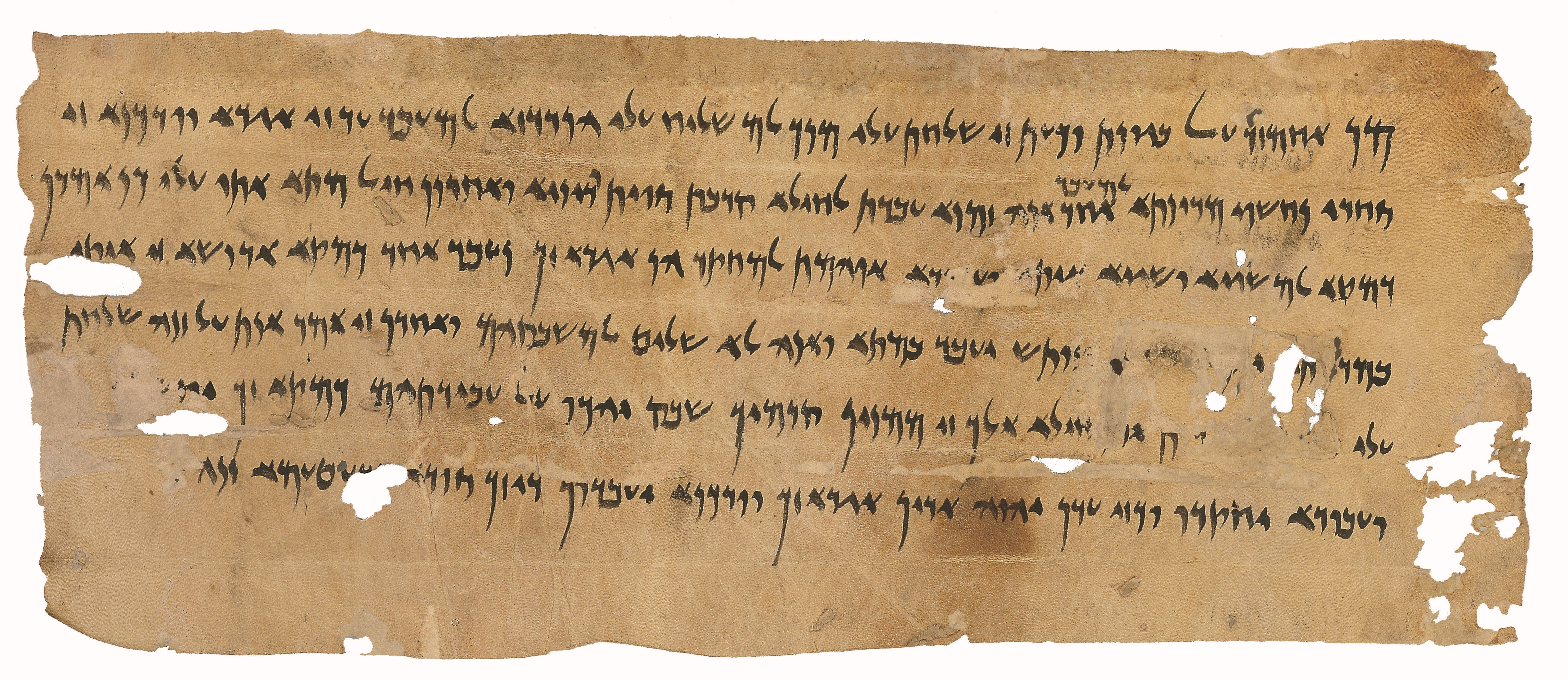
رسالة من أخوامازدا إلى باجافانت بشأن التحصينات في نيخشابايا، 348 أو 347 قبل الميلاد

غطت الإمبراطورية الأخمينية، التي أسسها قورش الكبير عام 559 قبل الميلاد، جزءًا كبيرًا من الشرق الأوسط، ممتدًا من الهند إلى أفريقيا. كان لديها نظام بريدي فعال ونظام محاسبة يعتمد على عدد صغير من اللغات، وخاصة الآرامية الإمبراطورية. لذلك، حفظت السجلات الرسمية، مثل وثائق الخليلي، باللغة الآرامية على الرغم من أنها لم تكن اللغة المنطوقة للحياة العادية في باختر. قام الحكام المحليون المعروفون باسم الساتراب بتنفيذ المراسيم الملكية في مقاطعاتهم. تسلط وثائق الخليلي الضوء على إدارة هذه الإمبراطورية وسقوطها في النهاية أمام الإسكندر الأكبر في عام 329 قبل الميلاد، وتتناول موضوعات مثل تحصينات المدينة، والإجازة العسكرية، وتوصيل الطعام.

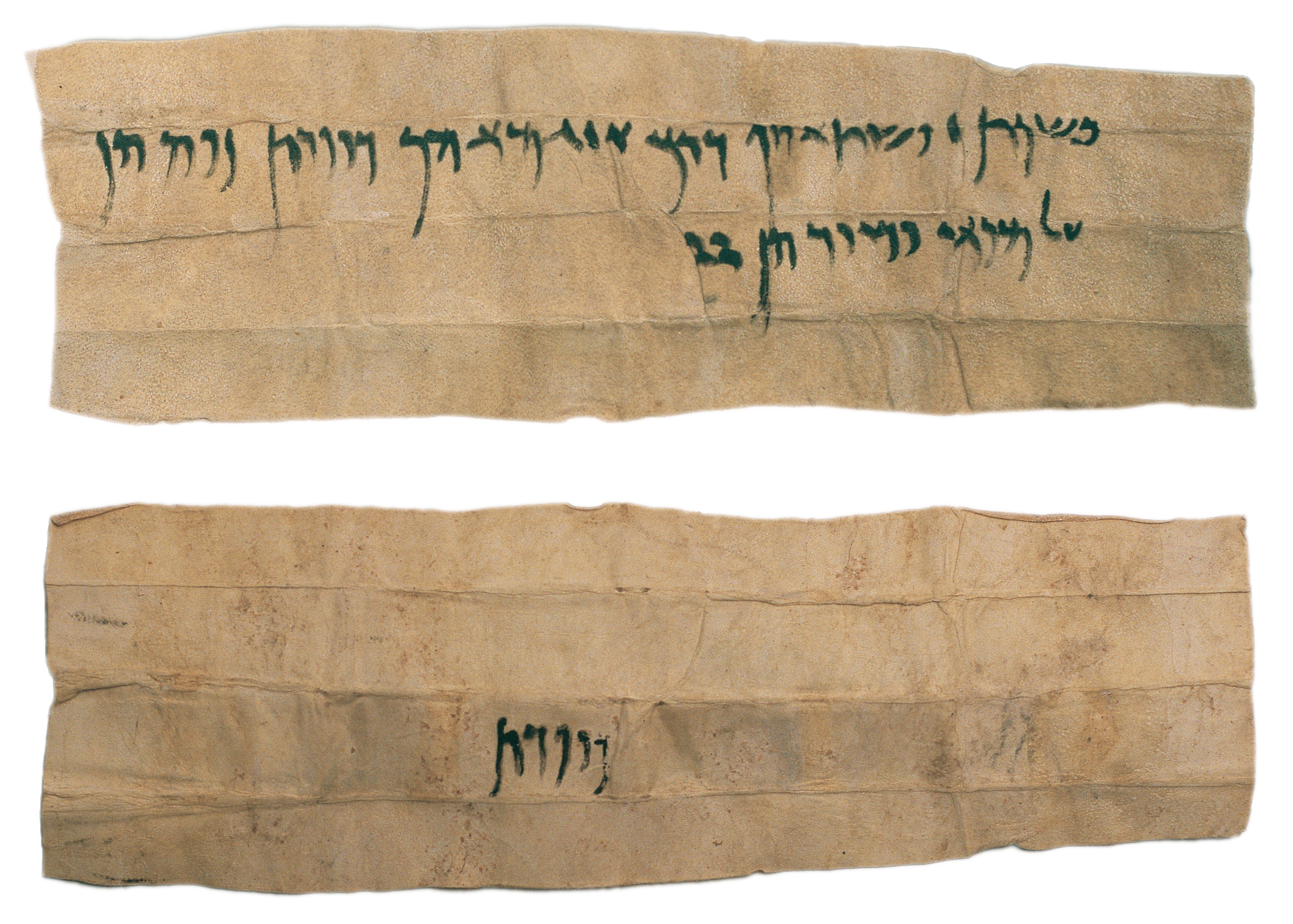
وثيقة (وجهًا وظهرًا) عُثر عليها مختومة، تُعلن عن إرسال 40 رأسًا من الأغنام، في السنة الأولى من عهد غير محدد، ربما للإسكندر الأكبر، الموافق 330-29 قبل الميلاد

المجموعة هي واحدة من ثماني مجموعات جمعها ناصر خليلي ، والمعروفة باسم مجموعات الخليلي، والتي تحتوي على ما مجموعه 35000 قطعة أثرية. كتب خليلي أنه كان مدفوعًا لجمع الوثائق الآرامية من العصر الأخميني لأنه، بصفته يهوديًا إيرانيًا، شعر بارتباط شخصي بالموضوع. وُصفَت الملكة إستير، إحدى ملكات الإمبراطورية الأخمينية التي ربما تكون تاريخية، في الكتاب المقدس العبري بأنها أنقذت الشعب اليهودي من خلال ثني زوجها أحشويروش عن قتلهم. هناك إشارات إلى التفاصيل الإدارية للبلاط الأخميني في سفر أستير التوراتي، والذي لابد وأن يكون قد كتبه شخص يعيش بالقرب من البلاط. ووصف خليلي تجربته التي لا تُنسى عندما كان طفلًا في إيران، عندما سمع الآرامية، اللغة التي كان يتحدث بها موسى وعيسى (يسوع).

## الوثائق الموجودة في المجموعة

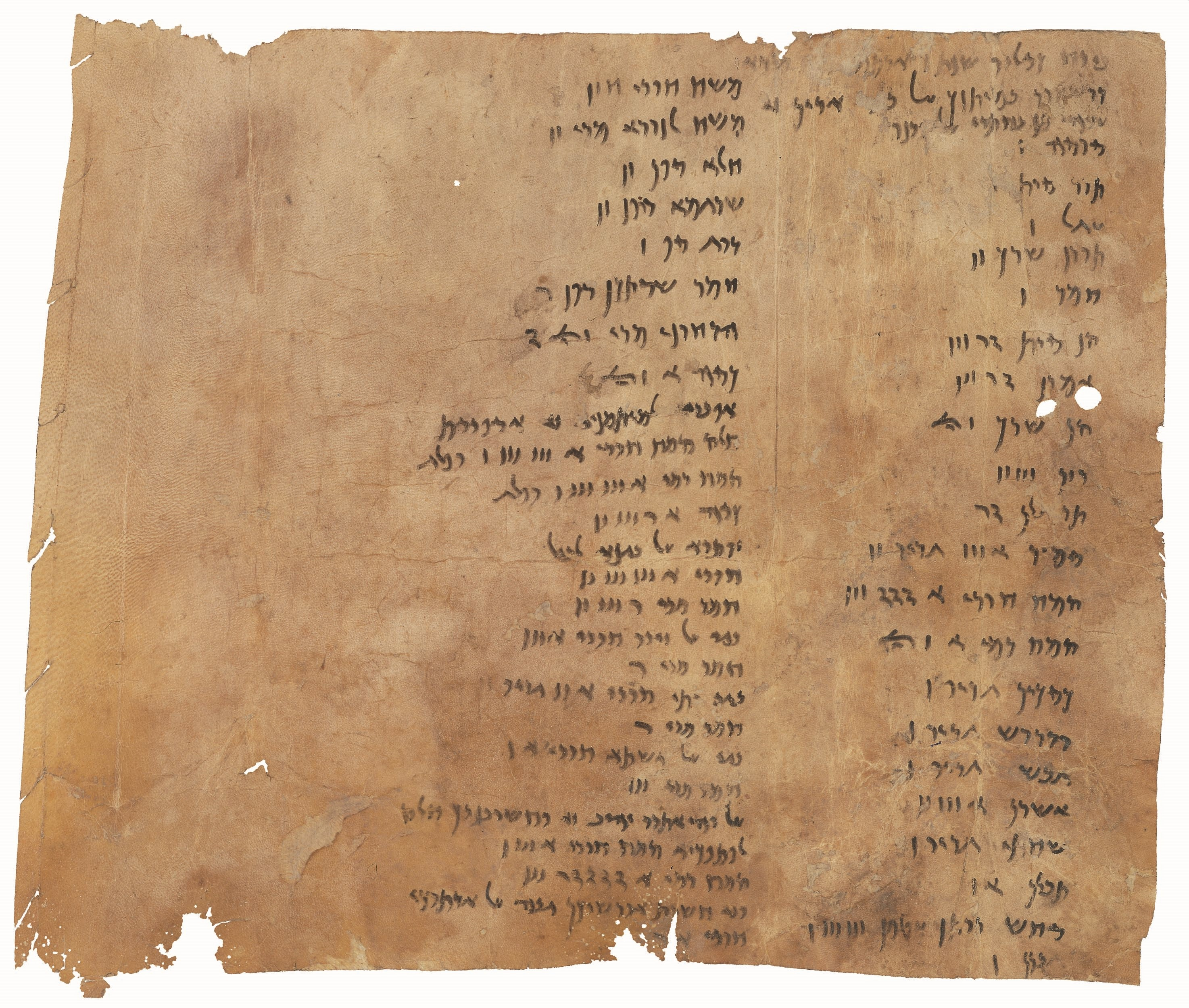
قائمة الإمدادات لبيسوس تشرين الثاني-كانون الأول 330 ق.م

وفي الفترة من عام 1993 إلى عام 2002، ظهرت أكثر من مائة وثيقة باخترية في سوق بيشاور ومصادر أخرى. وشملت هذه الوثائق وثائق اقتصادية، ووثائق قانونية، ونصوص بوذية، ورسائل مكتوبة على الجلد أو القماش أو الخشب. وقد عُثر على بعضها في حالة ممتازة، ولا تزال مختومة. وقد اقتنى ناصر خليلي أكبر مجموعة منها. تشتمل مجموعة خليلي على 48 وثيقة باللغة الآرامية الرسمية، تتكون بشكل أساسي من رسائل وحسابات تتعلق بمحكمة ساتراب باختر، وعاصمتها بلخ. تشير أوجه التشابه بين هذه الوثائق إلى أنها كلها تقريبًا من أرشيف واحد في بلخ أو بالقرب منها. ثلاثون من هذه الوثائق مكتوبة على الجلد؛ أما الثماني عشرة المتبقية فهي عبارة عن أعواد خشبية تستخدم لتسجيل الديون. يعود تاريخها إلى عام 353 قبل الميلاد إلى 324 قبل الميلاد. يعود تاريخ جميع الوثائق الجلدية تقريبًا إلى عهد أرتحشستا الثالث، بينما يعود تاريخ العصي الخشبية إلى عهد داريوس الثالث.
تشكل هذه الرسائل والحسابات معًا أول مراسلات مُكتشفة لإدارة باختر وبلاد الصغد. تحتوي هذه النصوص على العديد من الأخطاء النحوية الآرامية، مما يعكس أن الكَتَبَة لم يكونوا مستخدمين عاديين للغة ولكنهم دُربوا عليها لاستخدامها الرسمي. مجموعة الخليلي هي واحدة من مجموعتين فقط من الوثائق الأخمينية على الجلد؛ المجموعة الأخرى هي وثائق أرشاما المكتوبة في بابل والتي توجد الآن في مجموعة مكتبة بودلي في أكسفورد بالمملكة المتحدة.

### وثائق عن الجلود
تتكون الوثائق الثلاثين من:
- ثمانية عشر رسالة، معظمها من منتصف القرن الرابع قبل الميلاد، ولكن واحدة منها من أوائل القرن الخامس.

ثمانية من هذه الرسائل موجهة إلى حاكم محلي يُدعى باجافانت، ويبدو أنها تأتي من رئيس، يُعتقد أنه الساتراب أخوامازدا. من المرجح أن تكون هذه نسخًا مسودات لرسائل نُسخت لاحقًا بخط يد أكثر أناقة، وتبقى نسخ المسودات في أرشيف المرسل. وقد أُمليت الرسائل باللغة الفارسية القديمة وكُتبت بالآرامية بواسطة نساخ محترفين. وتتضمن الرسائل أوامر، في إحدى الحالات لبناء تحصينات حول مدينة نيخشابايا الحدودية (التي يُعتقد أنها تقع في موقع قرشي الحديثة). ويوضح محتوى الرسائل العلاقة بين المسؤولين، حيث يُوبَّخ الساتراب باجافانت على العصيان ويبلغ عن الشكاوى الواردة. وهناك رسائل أخرى أكثر ودية، ويبدو أنها موجهة إلى مسؤولين من رتبة مماثلة للساتراب. وتتضمن الرسائل أسماء آلهة لم يتم ذكرها في أي مصادر أخرى معروفة.
- ستة قوائم من اللوازم.

ومن بين هذه أحدث وثيقة مؤرخة في المجموعة، يرجع تاريخها إلى السنة السابعة من حكم الإسكندر الأكبر، والتي أُطلق عليه اسم "ألكسندروس" (Lksndrs). وهذا هو أقدم استخدام باقٍ في الآرامية للشكل الأصلي (اليوناني) لاسم الإسكندر بدلًا من المتغير الشرقي "إسكندر" (Lksndr). تصف قائمة أخرى الأحكام الخاصة بالجيوش التي قادها بيسوس، الذي تولى منصب الملك بعد قتل داريوس الثالث ولكن حكمه لم يستمر أكثر من عام. إن وجود هذه القوائم هو دليل إضافي على أن هذه الوثائق جاءت من الأرشيف الرسمي لأحد الحكام.
- وثيقة إرسال، حصلت عليها المجموعة في شكلها الأصلي المختوم، تسجل نقل 40 رأسًا من الأغنام. [30]
- نص من سطر واحد ربما كان عبارة عن تسمية. [31]
- قائمتان من الأسماء، والغرض منها غير معروف. [32]
- مذكرتان بشأن الدين وإقرار باستلام البضائع. [33]

### أعصية الحساب
العصي الخشبية الثمانية عشر عبارة عن أعصية حساب [الإنجليزية]، مؤرخة عادةً، تصف كميات البضائع. لم يتم ذكر أنواع السلع، مما يشير إلى أن الأرقام تشير إلى سلعة متداولة قياسية. تمت كتابة التواريخ على أنها سنوات حكم داريوس الثالث. من المرجح أن تأتي هذه الإحصاءات من ممارسة قطع العصا إلى نصفين حتى يكون لدى كل من المورد والمتلقي للسلعة سجل مطابق للمعاملة. لم يتم كتابة الكمية الرقمية على العصا؛ بدلًا من ذلك، ثُبت النصفان معًا ونُقشا بنمط يعبر عن الكمية.

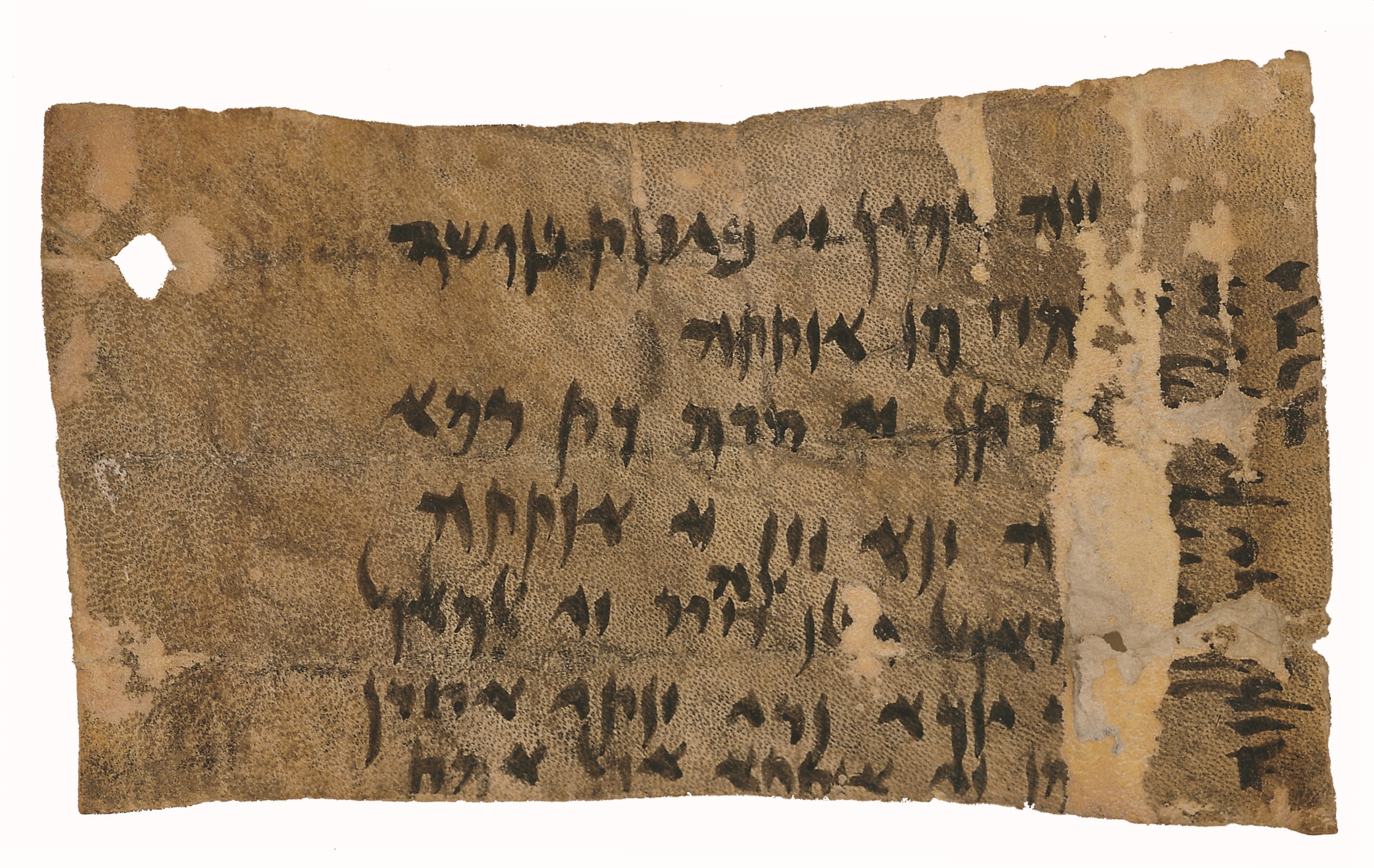
مستند صغير، ربما ملصق
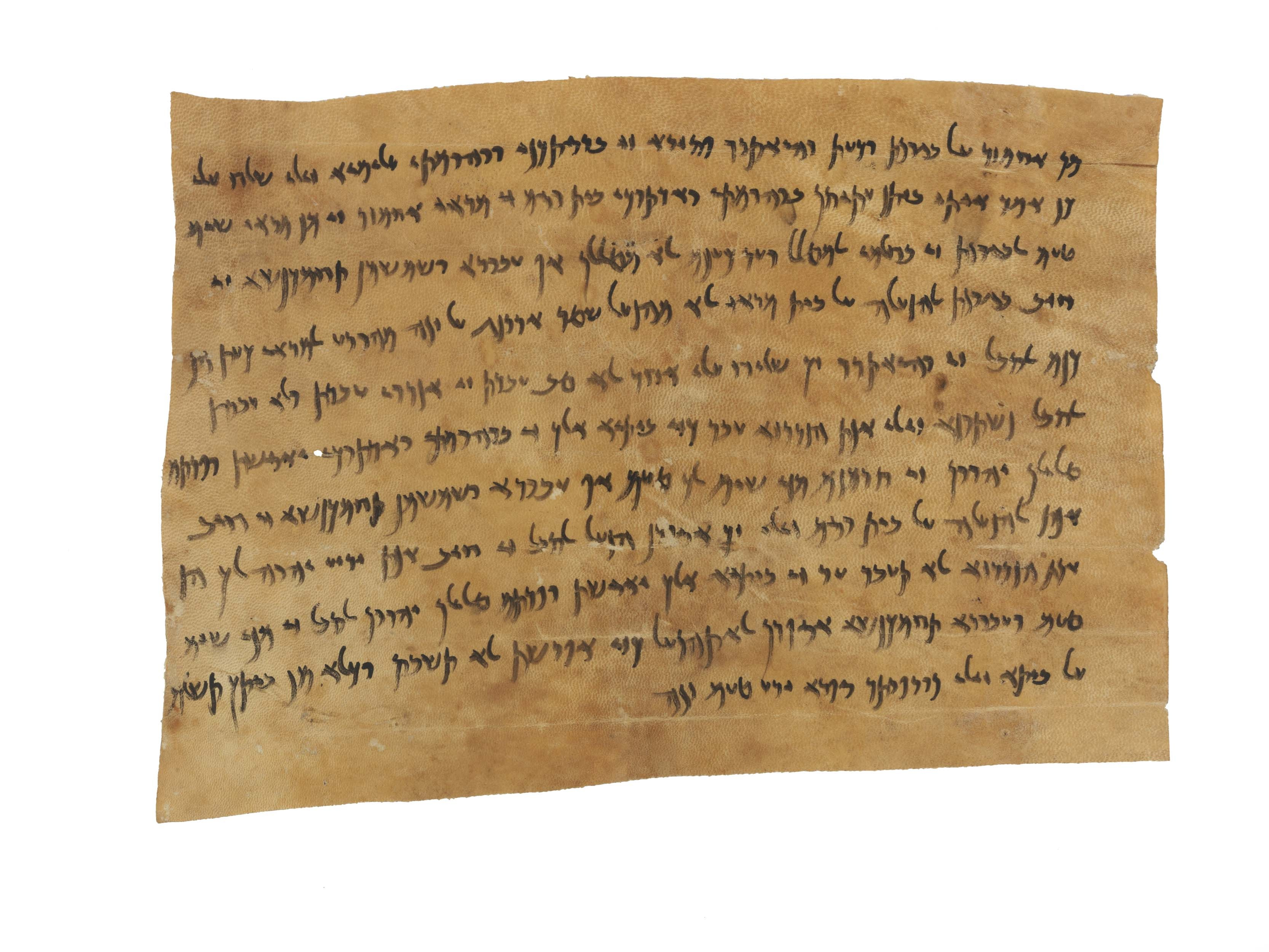
رسالة من أخومازدا إلى باجافانت
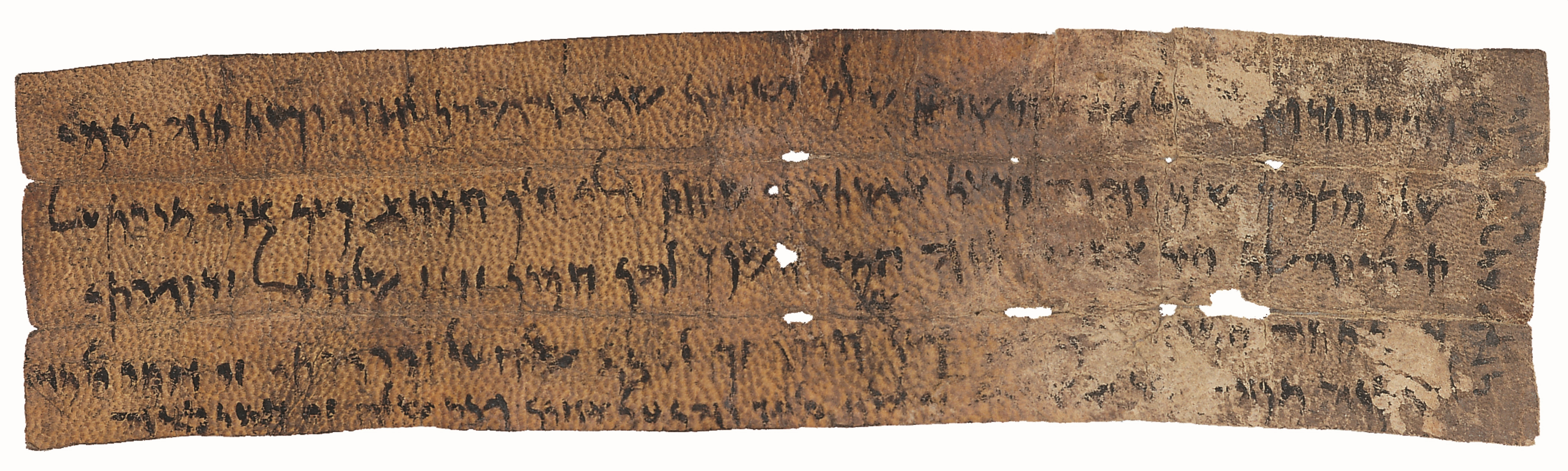
رسالة من بختريفارنة إلى تشيثراتشارداتا
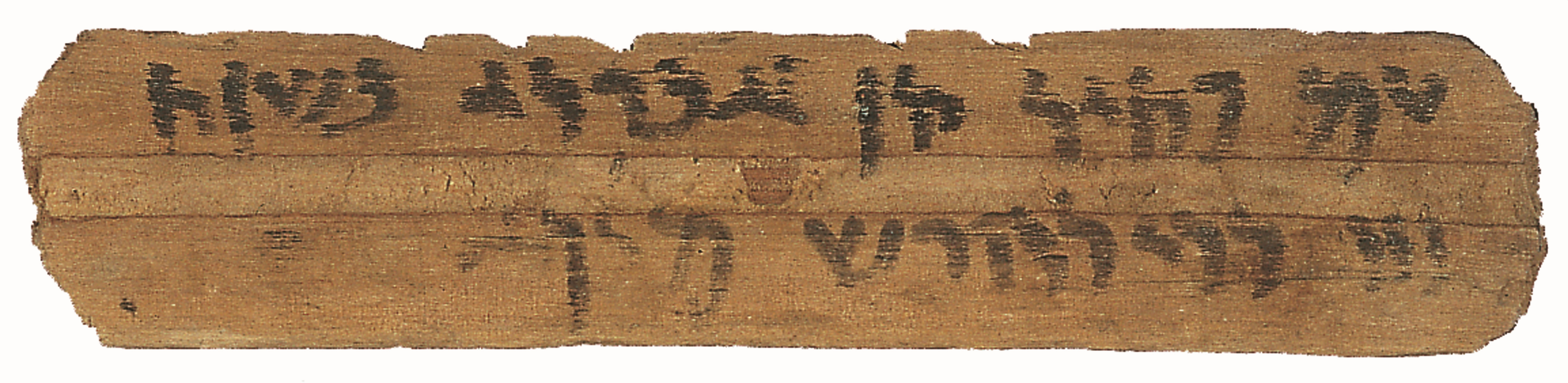
عصا الحساب

### ملحوظات
1. ↑  "Aramaic Documents". Khalili Collections. مؤرشف من الأصل في 2020-06-07. اطلع عليه بتاريخ 2020-06-30.
2. ↑  "The Eight Collections". nasserdkhalili.com. مؤرشف من الأصل في 2025-01-21. اطلع عليه بتاريخ 2024-06-13.
3. 1 2  Naveh & Shaked 2012، صفحة xi.
4. ↑  Naveh & Shaked 2012، صفحة 51.
5. 1 2  Naveh & Shaked 2012، صفحة xiv.
6. ↑  Naveh & Shaked 2012، صفحة xx.
7. 1 2  Reymond، Eric D. (2016). "Review of Aramaic Documents from Ancient Bactria (Fourth Century B.C.E.) from the Khalili Collections". Journal of the American Oriental Society. ج. 136 ع. 3: 629–630. DOI:10.7817/jameroriesoci.136.3.0629. ISSN:0003-0279. JSTOR:10.7817/jameroriesoci.136.3.0629. مؤرشف من الأصل في 2021-07-18. اطلع عليه بتاريخ 2021-07-18.
8. ↑  "The Khalili Collections major contributor to "Longing for Mecca" exhibition at the Tropenmuseum in Amsterdam". UNESCO. United Nations Educational, Scientific and Cultural Organization. 16 أبريل 2019. مؤرشف من الأصل في 2022-04-07. اطلع عليه بتاريخ 2020-06-25.
9. ↑  Lawson-Tancred, Jo (11 Oct 2019). "Around the world in 35,000 objects – and a handful of clicks". Apollo Magazine (بالإنجليزية الأمريكية). Archived from the original on 2020-09-29. Retrieved 2020-10-02.
10. 1 2 3  Khalili, Nasser D., "Foreword" in Naveh & Shaked 2012، صفحة ix
11. ↑  Sims-Williams، Nicholas (مارس 2002). "New Documents in Ancient Bactrian Reveal Afghanistan's Past" (PDF). IIAS Newsletter. International Institute for Asian Studies ع. 27: 12–13. مؤرشف (PDF) من الأصل في 2020-06-27. اطلع عليه بتاريخ 2020-06-25.
12. ↑  Gholami، Saloumeh (2013). "Review of Bactrian Documents from Northern Afghanistan. III: Plates. Studies in the Khalili Collection, Vol. 3. CIIr. Pt. 2, Inscriptions of the Seleucid and Parthian Periods and of Eastern Iran and Central Asia. Vol. 4, Bactrian". Journal of the Royal Asiatic Society. ج. 23 ع. 1: 136–138. DOI:10.1017/S1356186312000685. ISSN:1356-1863. JSTOR:43307651. مؤرشف من الأصل في 2020-06-30. اطلع عليه بتاريخ 2020-06-25.
13. 1 2 3  Reymond، Eric D. (2016). "Review of Aramaic Documents from Ancient Bactria (Fourth Century B.C.E.) from the Khalili Collections". Journal of the American Oriental Society. ج. 136 ع. 3: 629–630. DOI:10.7817/jameroriesoci.136.3.0629. ISSN:0003-0279. JSTOR:10.7817/jameroriesoci.136.3.0629. مؤرشف من الأصل في 2021-07-18. اطلع عليه بتاريخ 2021-07-18.Reymond, Eric D. (2016).
14. ↑  Naveh & Shaked 2012، صفحات 16, 17.
15. ↑  Naveh & Shaked 2012، صفحات 15–16.
16. ↑  Naveh & Shaked 2012، صفحة 18.
17. 1 2  Naveh & Shaked 2012، صفحة x.
18. ↑  Naveh & Shaked 2012، صفحات 51–52.
19. ↑  Naveh & Shaked 2012، صفحة 16.
20. ↑  Naveh & Shaked 2012، صفحات 17, 27.
21. ↑  Naveh & Shaked 2012، صفحة 17.
22. ↑  Naveh & Shaked 2012، صفحة 50.
23. ↑  Naveh & Shaked 2012، صفحات 24–25.
24. ↑  Naveh & Shaked 2012، صفحة 27.
25. ↑  Naveh & Shaked 2012، صفحة 38.
26. ↑  Naveh & Shaked 2012، صفحة 37.
27. 1 2  Naveh & Shaked 2012، صفحة 21.
28. 1 2  "Aramaic Documents | A Long List of Supplies..." Khalili Collections (بالإنجليزية الأمريكية). 2016. Archived from the original on 2019-08-15. Retrieved 2019-09-10.
29. ↑  Naveh & Shaked 2012، صفحة 19.
30. ↑  Naveh & Shaked 2012، صفحات 189–190.
31. ↑  Naveh & Shaked 2012، صفحة 229.
32. ↑  Naveh & Shaked 2012، صفحات 224, 227.
33. ↑  Naveh & Shaked 2012، صفحات 124, 128.
34. ↑  Naveh & Shaked 2012، صفحة 231.
35. 1 2  Naveh & Shaked 2012، صفحة 31.
36. ↑  Naveh & Shaked 2012، صفحات 31, 231.